# セヘル島

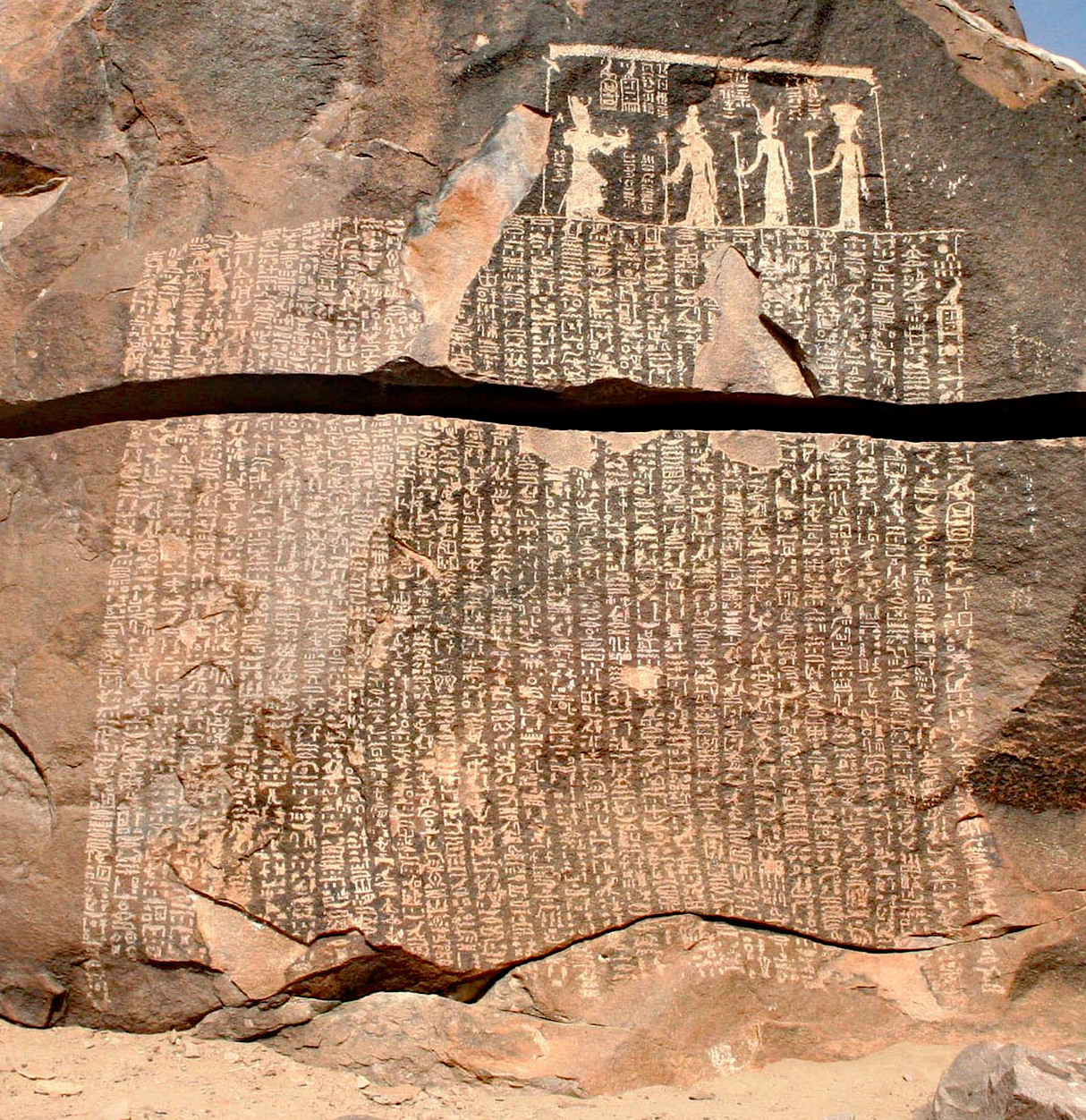
Famine Stela

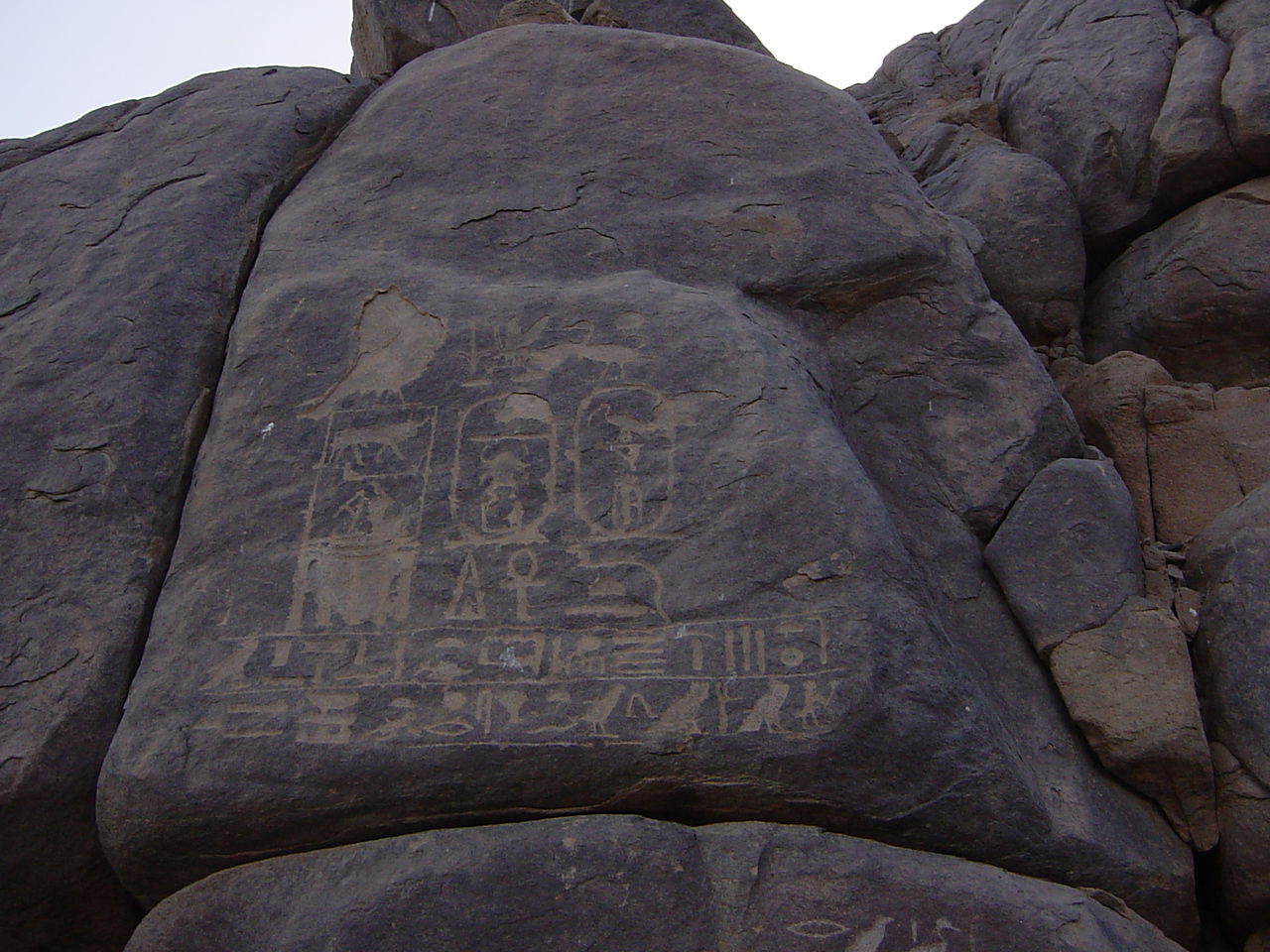
セヘルの碑文

セヘル島（セヘルとう、Sehel Island、セーヘル島とも）は、エジプト・アラブ共和国、アスワン南部のナイル川に浮かぶ島である。
花崗岩に刻まれた碑文が多数残る。碑文は主にヌビアへの旅の出立時あるいは帰還時に記されたもの。
「飢饉の碑」（Famine Stela）など重要な碑文が存在する。